# Reinhold Lepsius

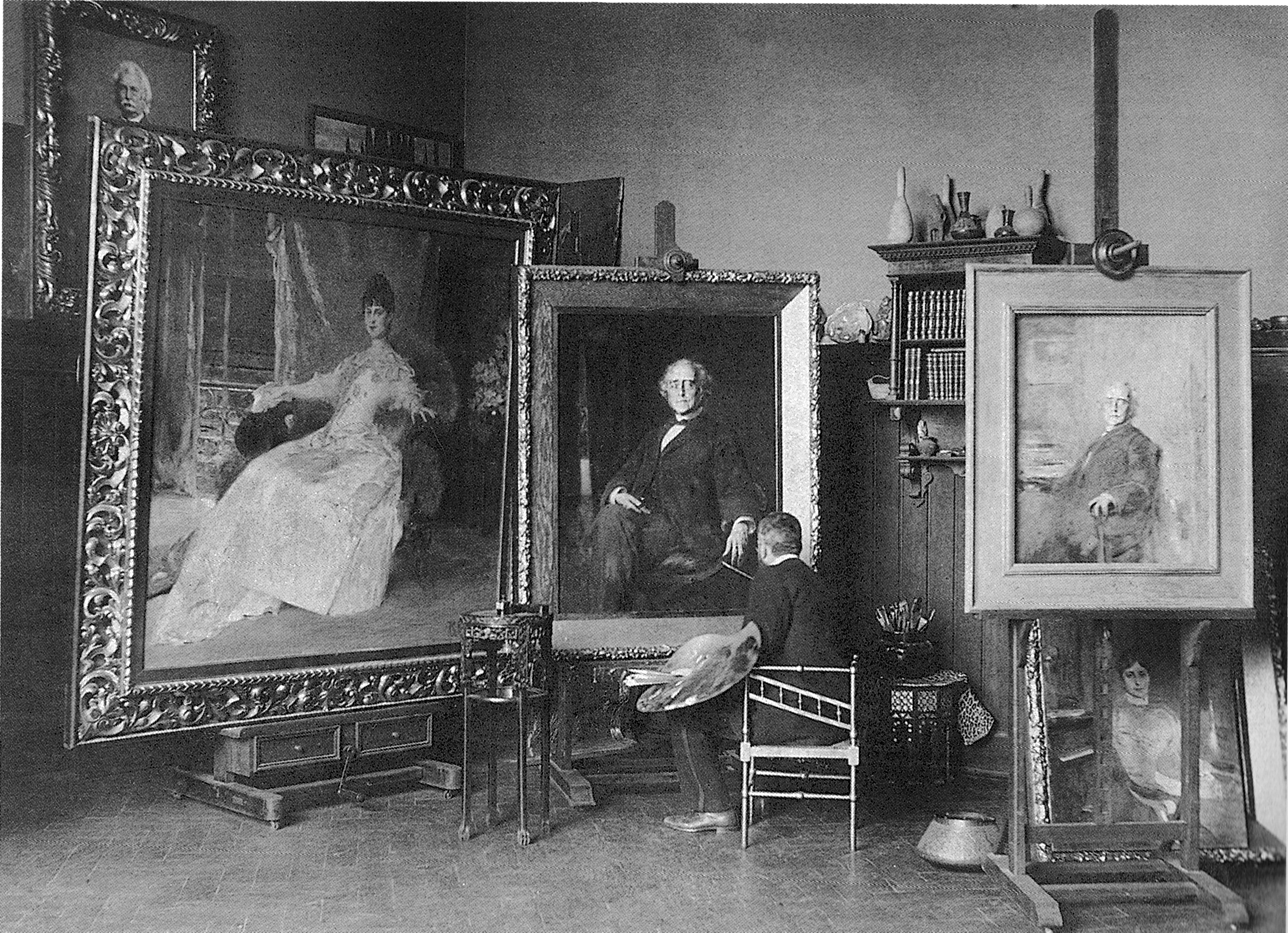
Reinhold Lepsius dans son atelier de Munich, 1892

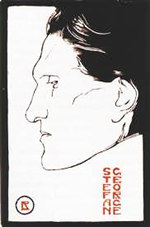
Portrait de Stefan George, gravure sur bois (vers 1900).

Reinhold Lepsius, né le 14 juin 1857 à Berlin et mort en mars 1922 dans la même ville, est un peintre allemand, notamment de portraits, et graphiste. 

## Biographie
Reinhold Lepsius naît le 14 juin 1857 à Berlin. Il est le fils de Karl Richard Lepsius (1810-1884), professeur à l'Université Frederick William et fondateur du Musée égyptien, et de sa femme Elisabeth Klein (1828-1899), fille du compositeur Bernhard Klein et arrière-petite-fille de Friedrich Nicolai. Son frère cadet Johannes Lepsius devient un théologien protestant, humaniste et orientaliste. 
Il est élève de Loefftz et de Lenbach à Munich.
Reinhold Lepsius est stylistiquement affilié à l'école de la Sécession de Berlin et dans une certaine mesure à l'impressionnisme allemand. Il est l'un des premiers portraitistes à peindre d'après des photographies. Lepsius devient connu pour ses portraits de l'archéologue Ernst Curtius, du philosophe Wilhelm Dilthey et du poète Stefan George qui organisé des soirées littéraires dans sa maison de Westend. Il est élu membre de l'Académie des Arts de Prusse en 1916 et rejoint également la Deutscher Künstlerbund (Association des artistes allemands). 
Il est marié à la peintre Sabine Lepsius, née Graef (1864-1942), sœur de l'historien de l'art Botho Graef. Le couple a un fils, Stefan, né en 1897 et nommé d'après Stefan George. Il est tué au cours de la Première Guerre mondiale au début d'avril 1917.
Il obtient une mention honorable à Paris en 1900.
Reinhold Lepsius meurt le 14 ou le 16 mars 1922 dans sa ville natale.
Nombre de ses portraits commandés par des clients juifs sont considérés comme perdus après le pillage nazi.
Le musée de Berlin conserve de lui le Portrait du docteur von Gniest.